# آدریانا کینگ
آدریانا کینگ (انگلیسی: Adrienne King؛ زادهٔ ۲۱ ژوئیهٔ ۱۹۶۰) یک هنرپیشه اهل ایالات متحده آمریکا است. وی از سال ۱۹۶۵ میلادی تاکنون مشغول فعالیت بوده‌است.
از فیلم‌ها یا برنامه‌های تلویزیونی که وی در آن نقش داشته است می‌توان به تب شب یک شنبه، جمعه ۱۳ام اشاره کرد.